# 周导
周導（1461年—1524年），字公慶，號北川，山东济南府历城县民籍，直隶長洲縣人，明朝政治人物。同進士出身。

## 生平
成化二十二年（1486年）丙午科山東鄉試第五名舉人。弘治十二年（1499年），登己未科會試第一百四十二名，三甲第七名進士，授撫州府推官，升嘉兴府同知，正德五年（1510年）遷山西平阳府知府，后上疏求归，享年六十有四，著有《北川集》。

## 家族
曾祖周秉一，国子监助教；祖周鐩，運司经历；父周溥，知縣。嫡母范氏；生母王氏。慈侍下。兄程（贡士）。弟秀（贡士）。
父周溥，景泰七年（1456年）丙子科山東鄉試解元，歷官元氏縣知縣。有文名，學者稱書樵先生。兄周程，字公度，舉人，官宝坻知县。弟周秀（1462年-1524年），字公全，舉人，官蒙城知县，贬清丰县丞，嘉靖初升上元知县，官至怀庆府同知。